# Faux-Fresnay
Pour les articles homonymes, voir Faux et Fresnay.
Faux-Fresnay est une commune française, située dans le département de la Marne en région Grand Est.

## Géographie
|                           | Corroy       | Gourgançon      |
| Angluzelles-et-Courcelles | Faux-Fresnay | Salon           |
| Thaas, Saint-Saturnin     | Courcemain   | Plancy-l'Abbaye |

### Hydrographie
La commune est dans la région hydrographique « la Seine de sa source au confluent de l'Oise (exclu) » au sein du bassin Seine-Normandie. Elle est drainée par la Superbe, le canal de la Noue de Barbara, le ruisseau du Moulin, le canal 01 des Prélots, le cours d'eau 01 du Gué de la Plaine, le Fossé 01 du Cul de la Noue, le ruisseau de Couchis et divers bras du Moulin,.
La Superbe, d'une longueur de 40 km, prend sa source dans la commune de Vassimont-et-Chapelaine et se jette  dans l'Aube à Boulages, après avoir traversé douze communes. 

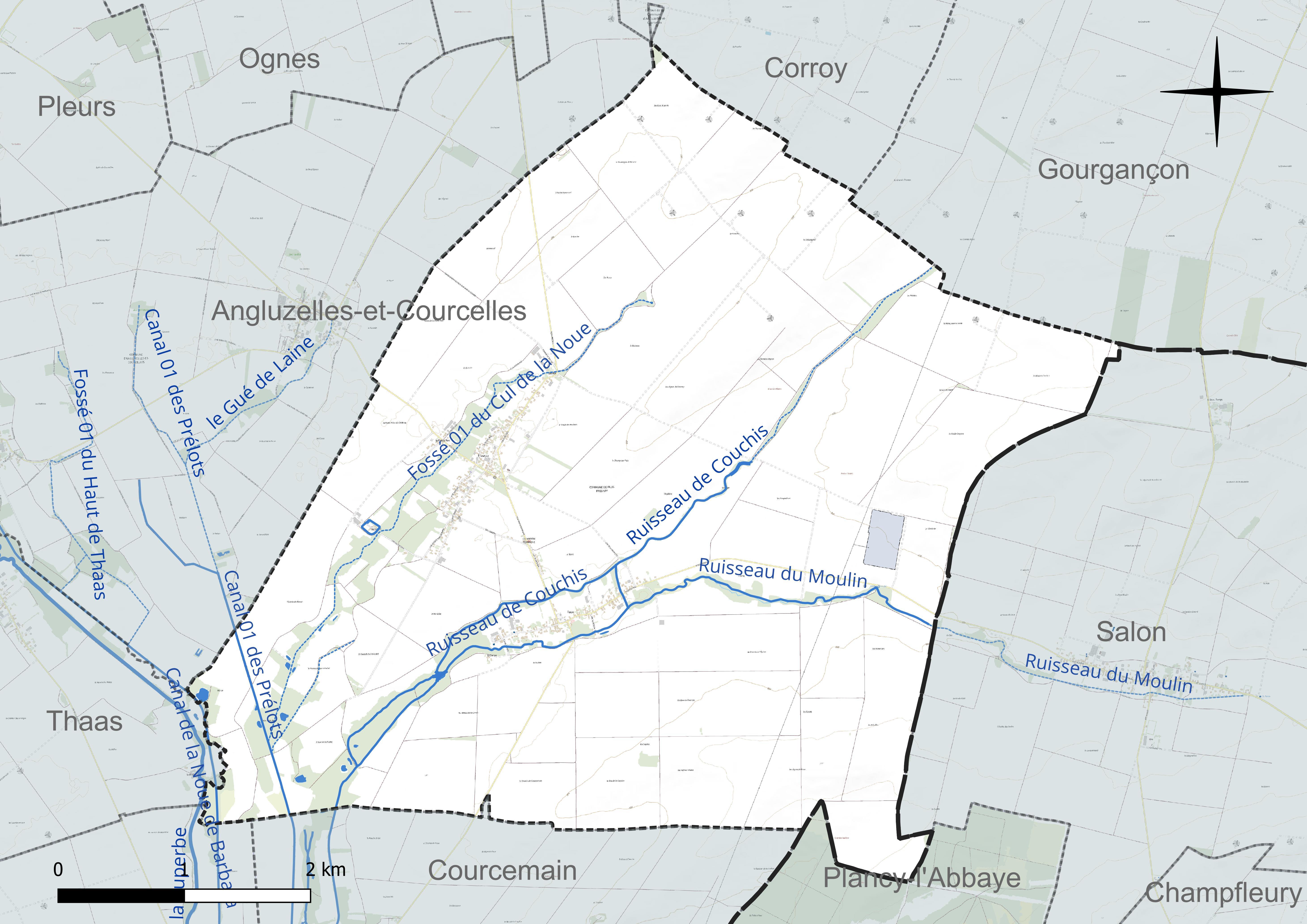
Réseau hydrographique de Faux-Fresnay.

Le canal de la Noue de Barbara est un canal, chenal non navigable de 14 km qui relie Pleurs à Vouarcesoù il se jette dans la Superbe. 
Le ruisseau du Moulin, d'une longueur de 15 km, prend sa source dans la commune de Salon et se jette  dans l'Aube à Boulages, après avoir traversé quatre communes. 

### Climat
Pour des articles plus généraux, voir Climat du Grand Est et Climat de la Marne.
En 2010, le climat de la commune est de type climat océanique dégradé des plaines du Centre et du Nord, selon une étude du Centre national de la recherche scientifique s'appuyant sur une série de données couvrant la période 1971-2000. En 2020, Météo-France publie une typologie des climats de la France métropolitaine dans laquelle la commune est exposée à un climat océanique altéré et est dans la région climatique  Nord-est du bassin Parisien, caractérisée par un ensoleillement médiocre, une pluviométrie moyenne régulièrement répartie au cours de l’année et un hiver froid (3 °C). 
Pour la période 1971-2000, la température annuelle moyenne est de 10,4 °C, avec une amplitude thermique annuelle de 16,1 °C. Le cumul annuel moyen de précipitations est de 671 mm, avec 11,2 jours de précipitations en janvier et 7,6 jours en juillet. Pour la période 1991-2020, la température moyenne annuelle observée sur la station météorologique de Météo-France la plus proche, « Romilly », sur la commune de Romilly-sur-Seine à 21 km à vol d'oiseau, est de 11,2 °C et le cumul annuel moyen de précipitations est de 619,5 mm. 
La température maximale relevée sur cette station est de 42,3 °C, atteinte le 25 juillet 2019 ; la température minimale est de −25,2 °C, atteinte le 6 janvier 1971,,. 
Les paramètres climatiques de la commune ont été estimés pour le milieu du siècle (2041-2070) selon différents scénarios d'émission de gaz à effet de serre à partir des nouvelles projections climatiques de référence DRIAS-2020. Ils sont consultables sur un site dédié publié par Météo-France en novembre 2022.

## Urbanisme

### Typologie
Au 1er janvier 2024, Faux-Fresnay est catégorisée commune rurale à habitat dispersé, selon la nouvelle grille communale de densité à sept niveaux définie par l'Insee en 2022.
Elle est située hors unité urbaine. Par ailleurs la commune fait partie de l'aire d'attraction de Sézanne, dont elle est une commune de la couronne,. Cette aire, qui regroupe 37 communes, est catégorisée dans les aires de moins de 50 000 habitants,.

### Occupation des sols
L'occupation des sols de la commune, telle qu'elle ressort de la base de données européenne d’occupation biophysique des sols Corine Land Cover (CLC), est marquée par l'importance des territoires agricoles (90,2 % en 2018), une proportion identique à celle de 1990 (90,2 %). La répartition détaillée en 2018 est la suivante : 
terres arables (89,8 %), forêts (6,8 %), zones urbanisées (2,9 %), prairies (0,4 %), milieux à végétation arbustive et/ou herbacée (0,1 %). L'évolution de l’occupation des sols de la commune et de ses infrastructures peut être observée sur les différentes représentations cartographiques du territoire : la carte de Cassini (XVIIIe siècle), la carte d'état-major (1820-1866) et les cartes ou photos aériennes de l'IGN pour la période actuelle (1950 à aujourd'hui).

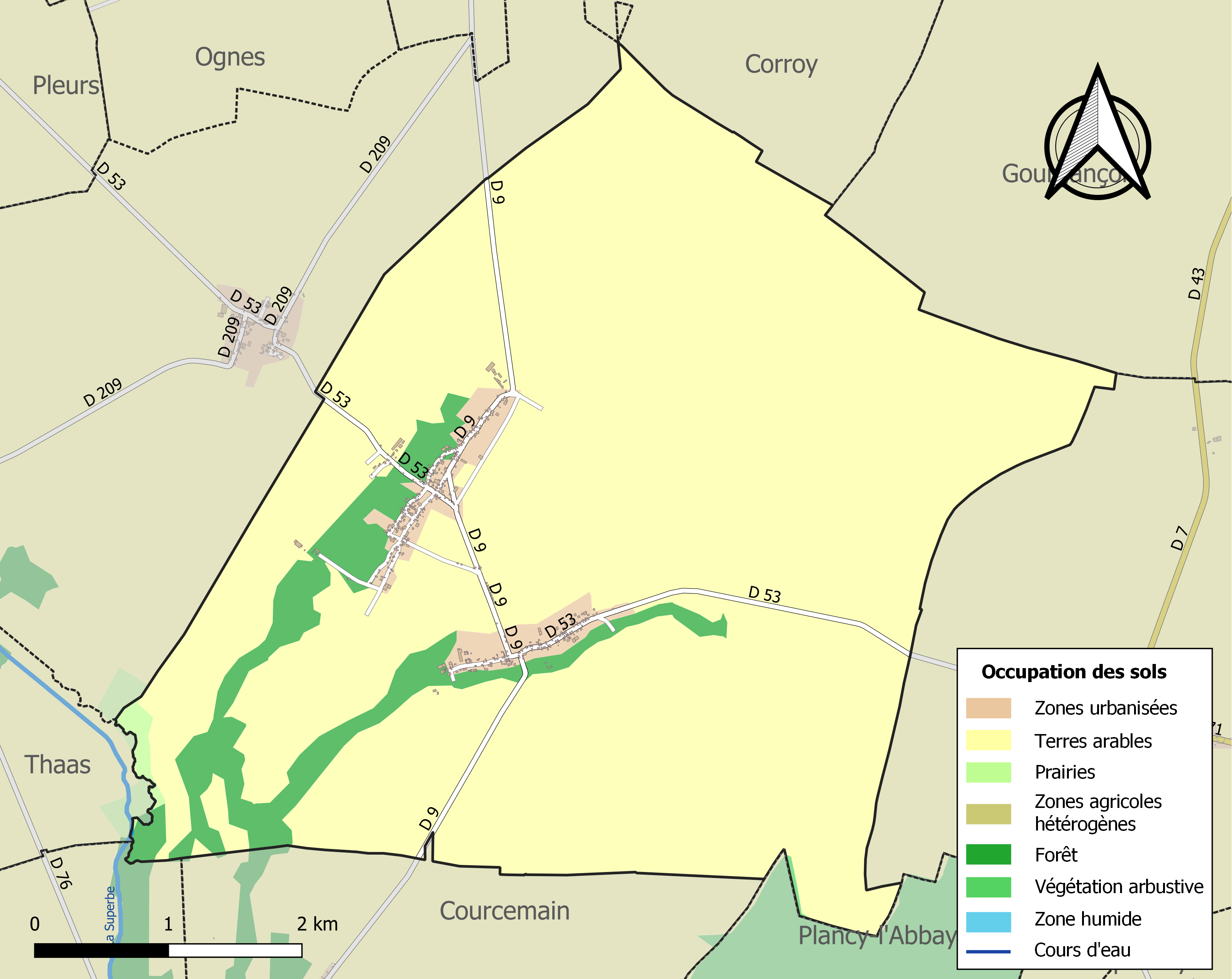
Carte des infrastructures et de l'occupation des sols de la commune en 2018 (CLC).

## Toponymie
Faux est attesté sous les formes Fagus (vers 948) ; Faugi (1133) ; Folli (1145) ; Folz (1209) ; Faus (1224) ; Fox (1229) ; Fougs (1682) ; Faux (1742) ; La paroisse de Faux-Fresnay (1765) ; Fagi ou Folii (1784).

Le toponyme Faux est issu du latin fagus, le « hêtre commun ».
Fresnay, ancien hameau de la commune, est attesté sous les formes Frasneium (1208) ; Fresnay-lez-Fol (1501) ; Frenay (1682) ; Fresnoy (1742) ; Frenayum (1784).

La toponymie de Fresnay serait issue de l’arbre frêne. Dérivée de Fresne, avec le suffixe collectif -ay, littéralement « frênaie ».

## Histoire
Au XVIe siècle, le village s'appelait Fouge et Fresnay. Les premières occupations celtes se sont concentrées autour de la source des Couchis et de la fontaine Galluche dans les Noues (prairies inondables, du gaulois Snauda).
Fresnay était le hameau du village Faux. Au fil du temps, le « hameau » est devenu plus important que le « village ».
Autrefois, la rivière Salon, sujette à de fortes crues, comptait trois moulins : le moulin Brûlé (vers Courcemain) construit en 1225 et détruit en 1753 ; le moulin à Foulon dont le lieu-dit subsiste ; et le moulin Grenet (à Faux), construit vers 1610.
Comme dans beaucoup de communes avoisinantes, la bonneterie occupait à Faux-Fresnay une place importante jusqu'au XIXe siècle.
Un premier château fut édifié à Faux sur une motte féodale à l'entrée des marais. Remplacé par un château plus moderne (actuelle ferme de la Cense) construit par Pierre de Sommeyevre, il fut à son tour abandonné pour celui de Fresnay (actuelle ferme de Tortépée). La guerre de Cent Ans ainsi que les guerres de Religion furent désastreuses pour le village ; les maisons de la Petite Rue (Fresnay) furent incendiées et la Ferme du Bordet détruite.
Particularité pour l'époque, le village comptait déjà en 1459 une salle de classe, installée sous le porche de l'église.
Une mairie école fut construite en 1840 à égale distance de Faux et de Fresnay au milieu des champs. La mairie fut transférée en 1892 dans un nouveau bâtiment, construit en face de la route.

## Politique et administration
| Période                                  | Période                       | Identité        | Étiquette    | Qualité                                                  |
| ---------------------------------------- | ----------------------------- | --------------- | ------------ | -------------------------------------------------------- |
| Les données manquantes sont à compléter. |                               |                 |              |                                                          |
| 1995                                     | mai 2020                      | Gilles Jacquet, | UMP puis DVD |                                                          |
| mai 2020                                 | En cours (au 2 décembre 2020) | Patrice Jacquet |              | Vice-président de la CC du Pays du Sud Marnais (2020 → ) |

## Démographie
L'évolution du nombre d'habitants est connue à travers les recensements de la population effectués dans la commune depuis 1793. Pour les communes de moins de 10 000 habitants, une enquête de recensement portant sur toute la population est réalisée tous les cinq ans, les populations de référence des années intermédiaires étant quant à elles estimées par interpolation ou extrapolation. Pour la commune, le premier recensement exhaustif entrant dans le cadre du nouveau dispositif a été réalisé en 2007.

En 2022, la commune comptait 330 habitants, en évolution de +0,3 % par rapport à 2016 (Marne : −1,19 %, France hors Mayotte : +2,11 %).
| 1793 | 1800 | 1806 | 1821 | 1831 | 1836 | 1841 | 1846 | 1851 |
| ---- | ---- | ---- | ---- | ---- | ---- | ---- | ---- | ---- |
| 525  | 582  | 613  | 560  | 585  | 683  | 700  | 702  | 689  |

| 1856 | 1861 | 1866 | 1872 | 1876 | 1881 | 1886 | 1891 | 1896 |
| ---- | ---- | ---- | ---- | ---- | ---- | ---- | ---- | ---- |
| 675  | 684  | 690  | 703  | 670  | 670  | 664  | 672  | 631  |

| 1901 | 1906 | 1911 | 1921 | 1926 | 1931 | 1936 | 1946 | 1954 |
| ---- | ---- | ---- | ---- | ---- | ---- | ---- | ---- | ---- |
| 602  | 590  | 564  | 507  | 513  | 517  | 487  | 443  | 448  |

| 1962 | 1968 | 1975 | 1982 | 1990 | 1999 | 2006 | 2007 | 2012 |
| ---- | ---- | ---- | ---- | ---- | ---- | ---- | ---- | ---- |
| 439  | 410  | 388  | 351  | 355  | 319  | 345  | 348  | 346  |

| 2017 | 2022 | - | - | - | - | - | - | - |
| ---- | ---- | - | - | - | - | - | - | - |
| 318  | 330  | - | - | - | - | - | - | - |

## Héraldique
| Armes de Faux-Fresnay | Les armes de la commune se blasonnent ainsi : d'azur à la roue de moulin d'or mouvant d'une champagne ondée d'argent, surmontée d'un fer de lance du même, chapé aussi d'or chargé, à dextre, d'une branche de hêtre de sinople posée en barre et, à senestre, d'une branche de frêne du même posée en bande, au chef d'azur chargé d'une étoile adextrée de deux clefs passées en sautoir et senestrée d'un massacre de cerf, le tout aussi d'or. |

## Culture locale et patrimoine

### Lieux et monuments
- Église Saint-Pierre-Saint-Paul.